# Faria: A World of Mystery and Danger!
Faria: A World of Mystery and Danger!, ou Faria: Fuuin no Tsurugi (ファリア 封印の剣) au Japon, est un jeu vidéo de rôle action-RPG en vue aérienne. Il a été développé par Game Arts et édité par Hi-Score Media Works et Nexoft pour la NES. Le jeu est sorti au Japon le 21 juillet 1989 et en Amérique du Nord en juin 1991,,.

## Synopsis
À une époque reculée, dans le lointain Royaume de Faria, un Sorcier maléfique est vaincu par un Dragon créé par les sorciers de la cours. Le Sorcier est enfermé dans une épée spéciale et le Royaume redevient prospère. Mais le sceau est rompu et le Sorcier compte bien se venger. La Princesse du Royaume est kidnappée par les sbires du Sorcier. C'est à une guerrière étrangère qu'il revient de sauver la Princesse.

## Système de jeu
Le jeu a été comparé à Dragon Warrior, The Legend of Zelda ou encore Crystalis.
Le Royaume de Faria est composé de nombreuses îles. La guerrière est armée d'une épée, d'un arc, d'une armure et d'un bouclier. Toutes ces armes ont de multiples améliorations au cours du jeu.

## Informations Supplémentaires
La réalisation graphique est partiellement l'œuvre de Akihiko Yoshida.